# Robert Ball (judoka)
Robert Ball (Newcastle, 26 de octubre de 1964) es un deportista australiano que compitió en judo. Ganó una medalla de bronce en el Campeonato de Oceanía de Judo de 2000 en la categoría de +100 kg.

## Palmarés internacional
| Campeonato de Oceanía | Campeonato de Oceanía | Campeonato de Oceanía | Campeonato de Oceanía |
| Año                   | Lugar                 | Medalla               | Categoría             |
| --------------------- | --------------------- | --------------------- | --------------------- |
| 2000                  | Sídney (Australia)    | Medalla de bronce     | +100 kg               |